# Hinggan
Hinggan (chiń. upr. 兴安盟, chiń. trad. 興安盟, pinyin: Xīng’ān Méng; mong. Kingγan ayimaγ) – związek w Chinach, w regionie autonomicznym Mongolia Wewnętrzna. Siedzibą związku jest Ulanhot. W 1999 roku związek liczył 1 612 975 mieszkańców.

## Podział administracyjny
Związek Hinggan podzielony jest na:
- 2 miasta: Ulanhot, Arxan,
- powiat: Tuquan,
- 3 chorągwie: prawa przednia chorągiew Horqin, prawa środkowa chorągiew Horqin, chorągiew Jalaid.